# René-Guillaume Bolloré
Pour les articles homonymes, voir Bolloré (homonymie).
René-Guillaume Bolloré (né le 27 juillet 1847 à Indret et mort le 10 juillet 1904), est un entrepreneur français. Il est considéré comme le « second fondateur » de l'entreprise familiale Bolloré.

## Biographie
René-Guillaume Bolloré est le fils aîné de Jean-René Bolloré, lui-même issu d'une famille de marins bretons, ainsi que de Elizabeth Bolloré. Il dirige la papeterie d'Odet dès la mort de son père en 1881, jusqu'à son décès en 1904.
Il a deux filles, Eugénie née en 1873 et Agnès née en 1875, à l'issue d'un premier mariage avec Eugénie Lalour en 1872. Eugénie Lalour décède en mars 1875 à la suite de la naissance d'Agnès. Sa fille aînée Eugénie se mariera en 1892 avec Eugène-Alexandre Belbéoc'h, son cousin issu de germain et petit-neveu de Marie-Nicolase Belbéoc'h, la mère de Jean-René Bolloré,.
Veuf d'Eugénie, il se marie avec Léonie Surrault en avril 1877, avec qui il aura cinq autres enfants : Léonie en 1878, Madeleine en 1879 et Marthe en 1881 et René en 1885.
Ses filles aînées issues du premier mariage Eugénie et Agnès se sont toutes les deux retirées de la succession pour laisser leur demi-frère René (1885-1935), père de René Bolloré (1912-1999), reprendre la papeterie familiale. Son petit-fils Michel Bolloré est le père de Vincent Bolloré, actuel patriarche de la famille et actionnaire majoritaire du groupe Bolloré.
Sa fille Léonie épouse Yves Charuel du Guerrand en 1896, un ingénieur chimiste du Creusot. Il travaillera en tant qu'ingénieur à la papeterie familiale et sera également conseiller municipal d'Ergué-Gabéric de 1906 à 1925 à la suite de René-Guillaume.
Son petit-fils Eugène Belbéoc'h, fils d'Eugénie, soldat au 71e régiment d'infanterie mort durant la Première Guerre mondiale et ouvrier de la papeterie, est mentionné lorsque son fils René lui rend hommage durant un discours à l'occasion du centenaire de la papeterie familiale en 1922,.
Il est conseiller municipal d'Ergué-Gabéric, dans le Finistère, à deux reprises entre 1881 et 1906.